# بیلی کیرسوپ
بیلی کیرسوپ (انگلیسی: Billy Kirsopp; ۲۱ آوریل ۱۸۹۲ – ۲۱ آوریل ۱۹۷۸) بازیکن فوتبال بود.
از باشگاه‌هایی که در آن بازی کرده‌است می‌توان به باشگاه فوتبال اورتون اشاره کرد.